# ファム・クアン・ヒエウ
ファム・クアン・ヒエウ（ベトナム語：Phạm Quang Hiệu / 范光效、1975年 - ）は、ベトナムの外交官。ベトナム民主共和国（北ベトナム）ハノイ出身。外務次官兼在外ベトナム人国家委員長などを経て、2023年より駐日大使兼在マーシャル諸島大使。

## 日本との関係
2003年4月に名古屋大学大学院法学研究科博士前期課程に入学し、2005年3月に法学修士号を取得。
ヒエウが外務次官在任中の2023年4月6日、大阪府堺市の堺市民芸術文化ホール（フェニーチェ堺）で、在大阪ベトナム社会主義共和国総領事館主催の日・ベトナム外交関係樹立50周年記念コンサート「時を超え 友好の和を未来へ」が開催された。当コンサートにはヒエウ外務次官を含む日越政府関係者も出席し、ヒエウ外務次官のほか武井俊輔外務副大臣が挨拶を行った。
2023年4月18日午前、ハノイの主席宮殿でヴォー・ヴァン・トゥオン国家主席より駐日大使兼在マーシャル諸島大使を拝命。同年5月12日、信任状の真正な写し（副本）を森健良外務事務次官に提出し、次期駐日大使として所信を表明した。同年7月20日、信任状を捧呈し駐日大使として正式に就任。